# Fort Brown
Fort Brown fu un presidio militare americano in Texas durante la seconda metà del XIX secolo e l'inizio del XX secolo.

## Storia
Fu costruito nel 1845 sulla riva nord del Rio Grande e battezzato Fort Texas. L'anno successivo, la fortezza svolse un ruolo importante nello scoppio della guerra messico-statunitense. Durante l'assedio di Fort Texas il maggiore Jacob Brown fu ucciso e il forte fu in seguito rinominato Fort Brown in suo onore dal generale Zachary Taylor. La città di Brownsville fu fondata vicino alla fortezza nel 1849.